# Чахлеул (футбольний клуб)
Чахлеул — футбольний клуб з П'ятра-Нямц, Румунія, греє в 1 румунській лізі. Клуб було засновано 20 жовтня 1919 року студентами і викладачами міста. В сезоні 1993–1994 років клуб дебютував в 1 румунській лізі.

## Історія
Клуб було створено 19 жовтня 1919 року, групою студентів «Петру Рареш» Ceahlăul Athletic Association, як перший футбольний клуб міста П'ятра-Нямц. У 1926 команда стає чемпіоном Молдови, через декілька місяців змінює назву на Ceahlau Foot-Ball Club.
В 1961 році клуб потрапляє до 2-ї румунської ліги, а вже в 1993 році до 1-ї ліги. 3 червня 2004 року команда знову опиняється у другій лізі, повернувшись після сезону 2005–2006 років клуб пробуває у першій лізі два роки і виправилась вже в 2009 році.

## Стадіон
Домашня арена Чахлеул вміщує в себе 18 тисяч осіб. Його було збудовано у 1935 році. За час існування стадіон неодноразово перебудовували та модернізовували. Він є одним з найкращих стадіонів Румунії, та має 3 зірки у рейтингу УЄФА.

## Виступи в єврокубках

### Кубок Інтертото
| Сезон | Раунд   | Країна               | Клуб              | Вдома | На виїзді | В сукупності |
| ----- | ------- | -------------------- | ----------------- | ----- | --------- | ------------ |
| 1995  | Група 9 | Болгарія             | Етир-1924         | 2–0   |           | 1-е місце    |
| 1995  | Група 9 | Бельгія              | Беверен           |       | 2–0       | 1-е місце    |
| 1995  | Група 9 | Чехія                | Боби Брно Унистав | 2–0   |           | 1-е місце    |
| 1995  | Група 9 | Нідерланди           | Гронінген         |       | 0–0       | 1-е місце    |
| 1995  | 1/8     | Франція              | Мец               | 0–2   |           | 0–2          |
| 1999  | 1Р      | Литва                | Екранас           | 1–0   | 1–0       | 2–0          |
| 1999  | 2Р      | Боснія і Герцоговина | Єдинство Бихач    | 2–1   | 3–1       | 5–2          |
| 1999  | 3Р      | Італія               | Ювентус           | 1–1   | 0–0       | 1–1 (г)      |
| 2000  | 1Р      | Естонія              | Транс Нарва       | 4–2   | 5–2       | 9–4          |
| 2000  | 2Р      | Іспанія              | Мальорка          | 3–1   | 1–2       | 4–3          |
| 2000  | 3Р      | Австрія              | Аустрія Відень    | 2–2   | 0–3       | 2–5          |
| 2003  | 1Р      | Фінляндія            | Тампере Юнайтед   | 2–1   | 0–1       | 2–2 (г)      |